# Elina Bystritskaja
Elina Bystritskaja, född 4 april 1928 i Kiev, Ukrainska SSR, Sovjetunionen (i nuvarande Ukraina), död 26 april 2019 i Moskva, var en rysk skådespelare, känd för sin roll som Axinia in Sergej Gerasimovs filmatisering av Michail Sjolochovs stora roman Stilla flyter Don (1958). Hon var under senare årtionden bosatt och verksam i Moskva.

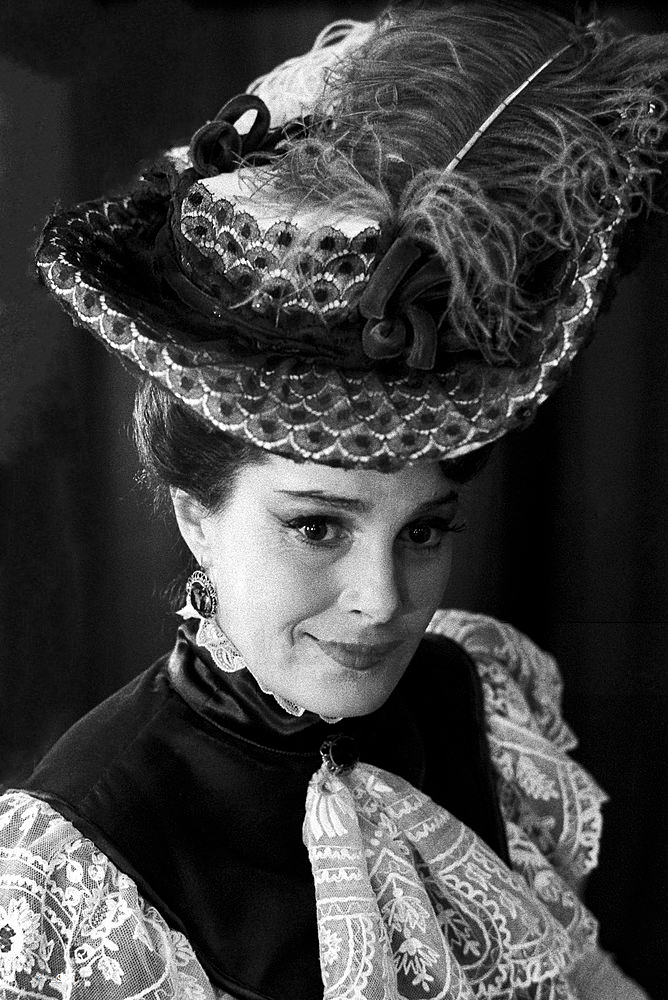
Elina Bystritskaya år 1964.

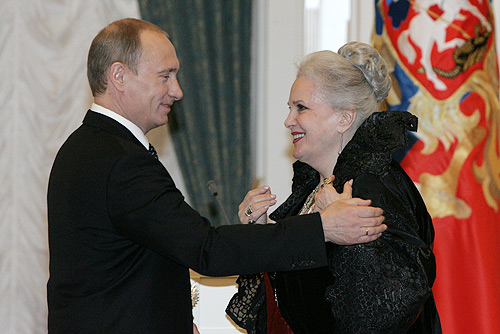
Elina Bystritskaja träffar Vladimir Putin år 2008.

## Biografi
Under andra världskriget arbetade båda Bystritskajas föräldrar på fältsjukhus. Fadern var läkare och modern sjuksköterska. Som ung flicka bad hon att få arbeta där också. Hon gick kurser i sjukvård och fick en tjänst som laboratoriesköterska.
Hösten 1944 återvände Bystritskaja till Nezjin, dit familjen flyttade från Kiev strax före kriget, och kom in på sjuksköterskeskolan. Tre år senare avslutade hon studierna med högsta möjliga betyg. Under tiden i skolan provade hon på amatörteater. Hon kände att det var något för henne men ville först förbereda sig ordentligt och började i balettklass på den lokala musikskolan. Sedan fortsatte hon på teaterhögskolan i Kiev. Föräldrarna var starkt emot hennes yrkesval. Pappan, som var militärläkare och tyckte att dottern skulle följa i hans fotspår, besökte teaterhögskolans rektor och bad honom att förklara för Elina att hon inte hade något att göra på teater. Elina försökte som kompromiss att studera till lärare, men återvände efter ett år till teaterhögskolan. Efter att ha avslutat dessa studier 1953 började hon arbeta på teatern i Vilnius.
När hennes teater var på gästspel i Leningrad blev Bystritskaja förslagen att medverka i två olika filmer. Ett av förslagen gällde en huvudroll i en filmatisering av William Shakespeares pjäs Trettondagsafton. Hon valde det andra förslaget: en roll som läkare i filmen Neokontjennaja povest. Filmen gick upp på biografer år 1955 och gjorde henne känd över hela landet och även internationellt. Filmen visades i Paris under Den sovjetiska filmkonstens vecka och togs emot bra av publiken och kritikerna.
När Elina Bystritskaja hörde att den välkände regissören Sergej Gerasimov skulle göra filmatiseringen av Michail Sjolochovs bok Stilla flyter Don ville hon absolut vara med. Gerasimov tvekade dock och provade olika skådespelerskor i sex månader tills Michail Sjolochov sa att han skulle vilja se just Bystritskaja i huvudrollen. Elina fick rollen men blev tvungen att gå upp i vikt, lära sig den lokala dialekten, lära sig alla möjliga hushållssysslor som var vanliga i det området på den tiden. Regissören var väldigt noggrann med detaljer. Resultatet var lysande. Hennes spel var så autentiskt att kosackerna som bodde i det området vid floden Don blev väldigt imponerade och utnämnde henne till Hederskosack.
År 1958 blev Elina Bystritskaja antagen till Malyjteatern (Lilla teatern) i Moskva – en av de äldsta och mest berömda teatrarna i Ryssland.
Elina Bystritskaja begränsade inte sitt liv till enbart skådespeleri. Hon undervisade också på teaterhögskolan i Moskva. Under åren 1975–1992 var hon ordförande i Sovjetiska gymnastiksförbundet. Bystritskaja har arbetat i olika utskott: kulturutskottet vid presidentsadministrationen, hälsoutskottet vid det ryska säkerhetsrådet. Hon var också medlem och ledamot i ett antal akademier.
Bystritskaja fick hederstiteln Folkets artist i Ryssland, Georgien, Azerbajdzjan och Kazakstan. År 1998 utnämndes hon till den vackraste kvinnan i Ryssland. 

## Utmärkelser
- Hedersmärke-orden,  7 mars 1960
- Förtjänstfull konstnär i Ryska SFSR,  1962
- Folkets konstnär i Ryska SFSR,  1966
- Hedersmärke-orden,  4 november 1967
- Arbetets Röda Fanas orden,  1974
- Folkets artist i Sovjetunionen,  1978
- Patriotiska krigsorden av andra graden,  1985
- Oktoberrevolutionsorden,  1988
- Ryska fäderneslandets förtjänstorden av andra graden,  1998
- Ryska fäderneslandets förtjänstorden av första graden,  2008
- Ryska fäderneslandets förtjänstorden av 3:e graden,  2018
- Jubileumsmedalj "70-årsdagen för segern i det Stora Fäderneslandkriget 1941-1945"
- Jubileumsmedalj ”För firandet av 100-årsdagen av Vladimir Lenins födelse”
- Ryska federationens regeringspris för kultur
- Rostovregionens förtjänsttecken
- Jubileumsmedalj ”20-årsdagen för segern i det Stora Fäderneslandkriget 1941-1945”
- Jubileumsmedalj ”40-årsdagen av segern i det Stora Fäderneslandkriget 1941-1945”
- Jubileumsmedalj ”30-årsdagen för segern i det Stora Fäderneslandkriget 1941-1945”
- Zjukovmedaljen
- Medalj till minne av Moskvas 850-årsdag
- Folkets konstnär i Georgiska SFSR
- Medalj ”För tappert arbete under det Stora Fäderneslandkriget 1941-1945”
- ”Veteran av arbetet”-medaljen
- Medalj ”För segern över Tyskland i det Stora Fäderneslandskriget 1941-1945”
- Folkets konstnär i Kazakiska SSR
- Jubileumsmedalj "60-årsdagen för segern i det Stora Fäderneslandkriget 1941-1945"
- Jubileumsmedalj "65-årsdagen för segern i det Stora Fäderneslandskriget 1941–1945"
- Jubileumsmedalj "50-årsdagen för segern i det Stora Fäderneslandkriget 1941-1945"
- Guldmasken
- Ryska federationens presidentiella tacksamhetscertifikat

[Redigera Wikidata]